# Nederlandse Vereniging van Makelaars
De Nederlandse Coöperatieve Vereniging van Makelaars en Taxateurs in onroerende goederen U.A. NVM, kortweg NVM, is een belangenorganisatie voor ruim 4.300 aangesloten makelaars en taxateurs. De NVM is onderverdeeld in de vakgroep Wonen, Business en Agrarisch & Landelijk. Elke vakgroep is vertegenwoordigd in het Algemeen bestuur, waar ook de voorzitter en penningmeester deel van uitmaken. Vrijwel alle leden van de NVM zijn geregistreerd in het register van VastgoedCert en/of het register van het NRVT.

## Geschiedenis
Op 28 juli 1898 richtten elf makelaars in Utrecht de Nederlandse Bond voor Makelaars in Onroerende Goederen (NBM) op, op initiatief van de Groningse makelaar G. Van der Laan  jr. De NBM is de voorloper van wat sinds 1984 de NVM heet. Het doel is altijd hetzelfde gebleven: makelaars verenigen. Het lidmaatschap is kantoorgebonden. Vanaf 1929 kunnen NBM-leden in dezelfde plaats of regio afdelingen vormen en kunnen andere lokale makelaarsverenigingen zich aansluiten bij de NBM.
In de oorlogsjaren moeten verschillende afdelingen de activiteiten deels of geheel staken, omdat de Duitse bezetter de Vakgroep Tusschenpersonen in Onroerende Goederen opricht, lidmaatschap verplicht stelt en andere bonden verbiedt.
Na de oorlog, in 1946, stemmen de NBM-leden unaniem voor een herleving van hun vereniging. In 1947 wordt de NBM onderdeel van de Vakgroep, in 1953 gevolgd door een fusie van beide organisaties in de Nederlandse Federatie van Makelaars in Onroerende Goederen. De Nederlandse Vereniging van Makelaars en Taxateurs in onroerende goederen (NVM) komt uiteindelijk in 1984 tot stand uit een fusie tussen de NBM en de Makelaarsvereniging Amsterdam (MVA).
In 1979 worden de secties Agrarische objecten en Bedrijfs Onroerend Goed opgericht, naast de sectie Wonen en in 1991 aangevuld met de sectie Vastgoedmanagement. Halverwege de jaren negentig veranderen de vier secties in vier vakgroepen, elk met hun eigen structuur. De NVM blijft daarentegen formeel altijd één vereniging. Op 1 januari 2009 verliet de sectie Vastgoedmanagement de NVM en ging ze verder in VGMNL.

## Organisatie

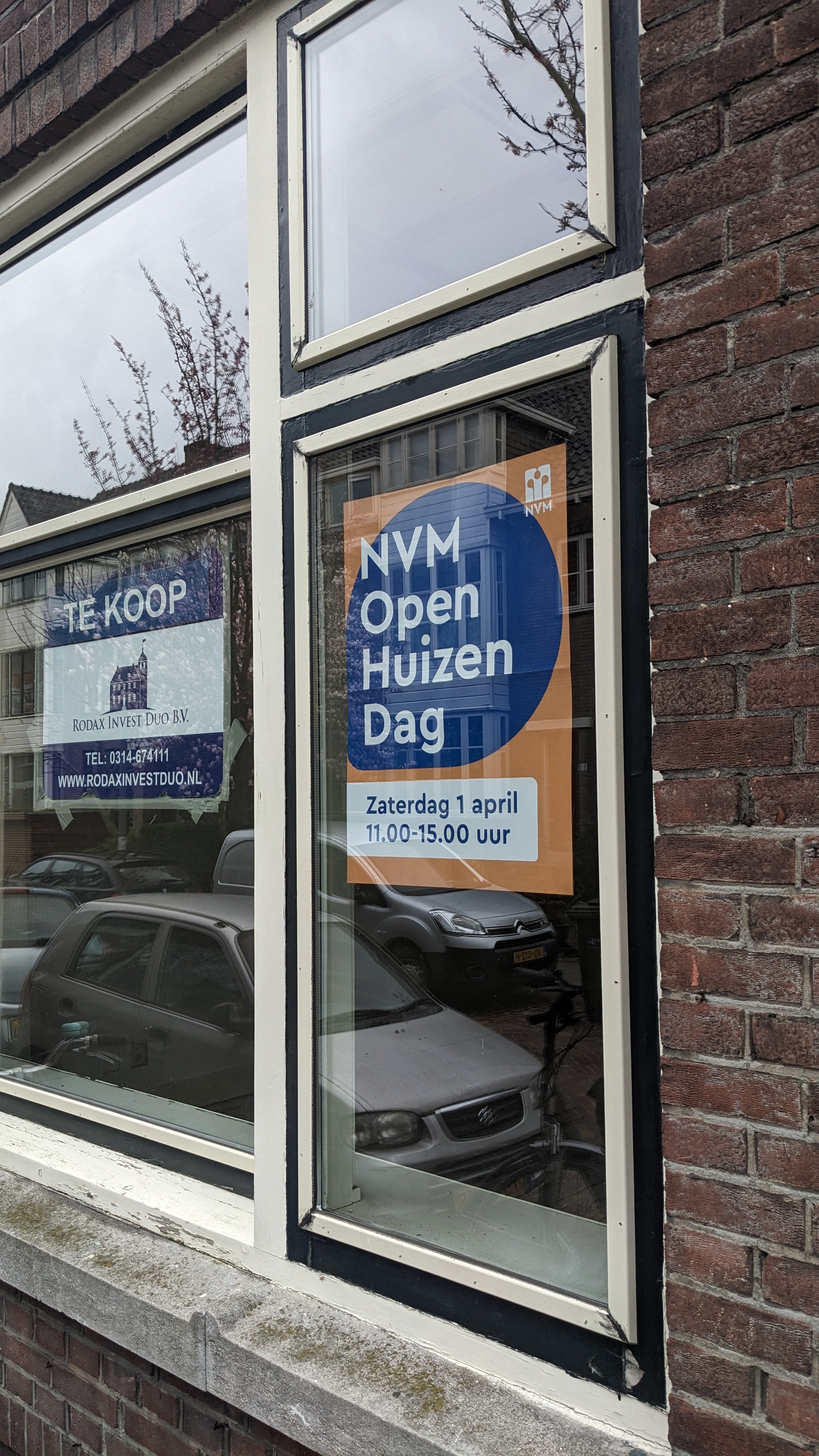
Open huis in 2023

De NVM kent een zogenaamd ondernemerslidmaatschap. Dat betekent dat de onderneming (het makelaarskantoor) lid is van de vereniging. NVM is eigenaar van huizenaanbodsite Funda, de Academie voor Vastgoed, fluX, NVM Service Office en brainbay BV. Daarnaast is het ook eigenaar van kantoorautomatiseerder RealWorks, met als belangrijkste product woningdossierplatform Move.nl. Daarmee heeft de NVM de volledige keten van woningaanbod en zoekopdrachten tot bezichtigingen en biedingen in handen. Makelaars die zijn aangesloten bij andere makelaarsverenigingen worden volgens Funda en Move wel toegelaten tot hun platformen, maar zij hebben geen vergelijkbare alternatieven voorhanden.
De NVM was tot 1980 gehuisvest in Bilthoven. Daarna in Nieuwegein. In 2022 is de vereniging verhuisd naar Utrecht. Daar zijn ook diverse dochterondernemingen gevestigd. De andere dochterondernemingen zitten in Amsterdam, Hoofddorp en Waardenburg.

## Open Huizen Dag
Sinds 2008 organiseert de vereniging de Open Huizen Dag, waarbij huiseigenaren hun te koop staande woning zonder afspraak openstellen voor bezichtiging door potentiële kopers. Dit evenement vindt twee keer per jaar plaats, doorgaans in het voorjaar en najaar op een zaterdag. De eerste Open Huizen Dag werd gehouden op 4 oktober 2008. De aanleiding voor de introductie was de kredietcrisis van 2007-2011 waardoor de Nederlandse woningmarkt stagneerde met een groot overschot aan te koop staande huizen en weinig kopers. Het aantal bezichtigingen daalde sterk doordat potentiële kopers door economische onzekerheid terughoudend waren. De eerste editie in 2008 had meer dan 35.000 deelnemende woningen. Tussen 2009 en 2019 vonden 22 vervolgedities plaats.